# L'economia internazionale dal 1945 ad oggi
L'economia internazionale dal 1945 a oggi è un saggio scritto da Sidney Pollard (Vienna 1925- Sheffield 1998), docente di storia economica e sociale, nel quale l'autore affronta, nella prima parte, la tematica della crescita economica avvenuta nel ventennio successivo alla fine della seconda guerra mondiale, analizzando gli effetti della guerra e i mutamenti economici indotti in tutto il mondo, il ruolo degli Stati Uniti nell'economia internazionale, i cambiamenti politici post-bellici, le fonti della crescita della produttività, l'innovazione tecnologica introdotta, la nuova organizzazione dell'industria e del commercio, la formazione delle multinazionali e gli aspetti negativi della crescita economica.
Nei capitoli successivi, l'autore si sofferma su alcuni processi economici, quali il commercio estero e le esportazioni di capitale, e inquadra lo stato delle istituzioni bancarie e finanziarie nei decenni del dopoguerra.
Il libro presenta, inoltre, una mappa dettagliata su scala mondiale delle attività economiche sviluppatesi nel cinquantennio successivo al 1945. Vengono descritte le economie pianificate, quelle dei paesi arretrati e in via di sviluppo e anche quelle dei paesi più sviluppati.
Non poteva mancare una parte dedicata ad un'indagine sociale su scala internazionale, riguardante la distribuzione dei redditi, i problemi occupazionali e la disoccupazione, la salute e i problemi sanitari e l'istruzione.
L'ultima parte del libro indaga sia sulle politiche economiche globali, da quelli del Fondo monetario internazionale alla Banca Mondiale, dalla crisi mondiale del debito alla liberalizzazione del commercio, sia sulle politiche locali.

## Edizioni
- Sydney Pollard, L'economia internazionale dal 1945 ad oggi, Editori Laterza, 1999,  pp.165 , cap. 8.